# Festival RTP da Canção 1989
O XXV Festival RTP da Canção 1989 foi o vigésimo quinto Festival RTP da Canção e teve lugar no dia 7 de Março de 1989 no Teatro Garcia de Resende, em Évora.
Os apresentadores foram António Vitorino de Almeida e Manuela Carlos.

## Festival
Em 1989 o Festival da Canção cumpria a sua 25ª edição. A RTP escolheu a cidade de Évora para ser a grande anfitriã desta edição.
O XXV Festival da Canção decorreu a 7 de março no Teatro Garcia de Resende. A apresentação esteve a cargo do do maestro António Vitorino de Almeida e da atriz Manuela Carlos.
A estação pública de televisão convidou algumas editoras discográficas a apresentarem um tema para o Festival da Canção, sendo da responsabilidade das editoras a escolha dos autores, compositores, intérpretes e canções.
As seguintes cinco editoras aceitaram este desafio e apresentaram as suas propostas:
A MBP apresentou Marina Mota, a SBK concorreu com os Eccos, a Ovação com Lenita Gentil, a Valentim de Carvalho trouxe ao festival José Alberto Reis e a Discossete os Da Vinci.
Esta foi uma emissão algo longa que contou com as presenças de Marie Myriam, José Cid, José Viana, Octávio de Matos, Nicolau Breyner e do Coro dos Mineiros de Aljustrel.
Um dos momento altos de toda a emissão foi a homenagem a Ary dos Santos protoganizada por Carlos do Carmo, Simone de Oliveira e Tonicha.
Nesta edição do Festival da Canção foi feita uma pequena retrospetiva dos vencedores das edições anteriores. Também foram feitos sketches, assinados por Mário Zambujal e interpretados por José Viana e Octávio Matos. 
A orquestra, com 40 elementos, foi dirigida por Fernando Correia Martins. O palco que recebeu os artistas e os músicos era móvel, o que permitia haver mais espaço e criar um fosso entre os artistas e a orquestra. Moniz Ribeiro foi o encenador deste espaço. 
Este festival foi ganho pelo tema Conquistador, da autoria de Ricardo Landum (música) e de Pedro Luís (letra), defendido pelos Da Vinci que também alcançaram o Prémio de Interpretação.
O Prémio da Melhor Orquestrção foi entregue a Armindo Neves ("Partir de mim") e a Carlos Alberto Moniz ("Palavras cruzadas").
O diretor oficial do Festival foi o maestro José Correia Martins. 
| #  | Artista           | Canção                      | Letra (l) / Música (m)                                | Editora              | Pontuação | Classificação |
| -- | ----------------- | --------------------------- | ----------------------------------------------------- | -------------------- | --------- | ------------- |
| 1º | Marina Mota       | "Partir de mim"             | Luís Filipe (m & l)                                   | MBP                  | 2º        | 87            |
| 2º | Eccos             | "Assim recordo-me de ti"    | Jan Van Dijck (m & l), Francisco Teotónio Pereira (l) | SBK                  | 3º        | 59            |
| 3º | Lenita Gentil     | "Canção de roda e fantasia" | João Cavadinhas (m), António Prata (l)                | Ovação               | 5º        | 31            |
| 4º | José Alberto Reis | "Palavras cruzadas"         | Carlos Paião (m & l)                                  | Valentim de Carvalho | 4º        | 54            |
| 5º | Da Vinci          | "Conquistador"              | Ricardo Landum (m), Pedro Luís (l)                    | Discossete           | 1º        | 121           |

### Resultados[2]
| Júris                        | Canções Pontuadas | Canções Pontuadas | Canções Pontuadas | Canções Pontuadas | Canções Pontuadas |
| ---------------------------- | ----------------- | ----------------- | ----------------- | ----------------- | ----------------- |
| Júris                        |                   |                   |                   |                   |                   |
| Distrito de Lisboa           | 6                 | 2                 | 1                 | 3                 | 4                 |
| Ponta Delgada                | 3                 | 1                 | 4                 | 2                 | 6                 |
| Distrito de Aveiro           | 4                 | 2                 | 1                 | 3                 | 6                 |
| Distrito de Bragança         | 3                 | 4                 | 2                 | 1                 | 6                 |
| Distrito de Viana do Castelo | 6                 | 4                 | 2                 | 3                 | 1                 |
| Distrito de Faro             | 6                 | 3                 | 1                 | 2                 | 4                 |
| Distrito de Viseu            | 4                 | 1                 | 2                 | 3                 | 6                 |
| Distrito de Santarém         | 4                 | 2                 | 1                 | 3                 | 6                 |
| Horta                        | 2                 | 3                 | 1                 | 4                 | 6                 |
| Distrito de Braga            | 3                 | 6                 | 1                 | 2                 | 4                 |
| Distrito de Portalegre       | 4                 | 2                 | 1                 | 3                 | 6                 |
| Distrito de Évora            | 4                 | 3                 | 1                 | 2                 | 6                 |
| Distrito de Porto            | 4                 | 2                 | 1                 | 3                 | 6                 |
| Distrito de Setúbal          | 4                 | 1                 | 3                 | 2                 | 6                 |
| Funchal                      | 4                 | 3                 | 1                 | 2                 | 6                 |
| Distrito de Leiria           | 3                 | 2                 | 1                 | 4                 | 6                 |
| Distrito de Vila Real        | 4                 | 3                 | 1                 | 2                 | 6                 |
| Angra do Heroísmo            | 3                 | 4                 | 2                 | 1                 | 6                 |
| Distrito de Beja             | 4                 | 3                 | 1                 | 2                 | 6                 |
| Distrito de Castelo Branco   | 4                 | 3                 | 1                 | 2                 | 6                 |
| Distrito de Coimbra          | 4                 | 2                 | 1                 | 3                 | 6                 |
| Distrito de Guarda           | 4                 | 3                 | 1                 | 2                 | 6                 |
| Total                        | 87                | 59                | 31                | 54                | 121               |
| Lugar                        | 2º                | 3º                | 5º                | 4º                | 1º                |
| Júris                        |                   |                   |                   |                   |                   |
| Canções Pontuadas            |                   |                   |                   |                   |                   |

| Júris                        | Canções Pontuadas | Canções Pontuadas | Canções Pontuadas | Canções Pontuadas | Canções Pontuadas |
| ---------------------------- | ----------------- | ----------------- | ----------------- | ----------------- | ----------------- |
| Júris                        |                   |                   |                   |                   |                   |
| Distrito de Lisboa           | 6                 | 2                 | 1                 | 3                 | 4                 |
| Ponta Delgada                | 9                 | 3                 | 5                 | 5                 | 10                |
| Distrito de Aveiro           | 13                | 5                 | 6                 | 8                 | 16                |
| Distrito de Bragança         | 16                | 9                 | 8                 | 9                 | 22                |
| Distrito de Viana do Castelo | 22                | 13                | 10                | 12                | 23                |
| Distrito de Faro             | 28                | 16                | 11                | 14                | 27                |
| Distrito de Viseu            | 32                | 17                | 13                | 17                | 33                |
| Distrito de Santarém         | 36                | 19                | 14                | 20                | 39                |
| Horta                        | 38                | 22                | 15                | 24                | 45                |
| Distrito de Braga            | 41                | 28                | 16                | 26                | 49                |
| Distrito de Portalegre       | 45                | 30                | 17                | 29                | 55                |
| Distrito de Évora            | 49                | 33                | 18                | 31                | 61                |
| Distrito de Porto            | 53                | 35                | 19                | 34                | 67                |
| Distrito de Setúbal          | 57                | 36                | 22                | 36                | 73                |
| Funchal                      | 61                | 39                | 23                | 38                | 79                |
| Distrito de Leiria           | 64                | 41                | 24                | 42                | 85                |
| Distrito de Vila Real        | 68                | 44                | 25                | 44                | 91                |
| Angra do Heroísmo            | 71                | 48                | 27                | 45                | 97                |
| Distrito de Beja             | 75                | 51                | 28                | 47                | 103               |
| Distrito de Castelo Branco   | 79                | 54                | 29                | 49                | 109               |
| Distrito de Coimbra          | 83                | 56                | 30                | 52                | 115               |
| Distrito de Guarda           | 87                | 59                | 31                | 54                | 121               |
| Lugar                        | 2º                | 3º                | 5º                | 4º                | 1º                |
| Júris                        |                   |                   |                   |                   |                   |
| Canções Pontuadas            |                   |                   |                   |                   |                   |

#### Canções que obtiveram 6 pontos
| #  | Canções                  | Distritos |
| -- | ------------------------ | --- |
| 18 | "Conquistador"           | Angra do Heroísmo, Aveiro, Beja, Bragança, Castelo Branco, Coimbra, Évora, Funchal, Guarda, Horta, Leiria, Ponta Delgada, Portalegre, Porto, Santarém, Setúbal, Vila Real, Viseu |
| 3  | "Partir de mim"          | Faro, Lisboa, Viana do Castelo |
| 1  | "Assim recordo-me de ti" | Braga |

#### Juri distrital[2]
| Distrito          | Local                        |
| ----------------- | ---------------------------- |
| Lisboa            | Diário de Notícias           |
| Ponta Delgada     | O Açoriano Oriental          |
| Aveiro            | Diário de Aveiro             |
| Bragança          | Mensageiro de Bragança       |
| Viana do Castelo  | Aurora do Lima               |
| Faro              | Algarve                      |
| Viseu             | Jornal de Notícias           |
| Santarém          | Correio do Ribatejo          |
| Horta             | O Telégrafo                  |
| Braga             | Diário do Minho              |
| Portalegre        | Distrito de Portalegre       |
| Évora             | Diário do Sul                |
| Porto             | Jornal de Notícias           |
| Setúbal           | O Setubalense                |
| Funchal           | Diário de Notícias (Madeira) |
| Leiria            | Região de Leiria             |
| Vila Real         | A Voz de Trás-os-Montes      |
| Angra do Heroísmo | Diário Insular               |
| Beja              | Diário do Alentejo           |
| Castelo Branco    | Reconquista                  |
| Coimbra           | Diário de Coimbra            |
| Guarda            | A Guarda                     |